# 今野ひろみ
今野 ひろみ（こんの ひろみ、1950年3月9日 - ）は、日本の女優、声優。山形県山形市出身。身長154cm、血液型はA型。プロダクション・タンク所属。

## 人物
特技は日舞、狂言、手話、三味線、唄。方言は山形弁。

## 出演

### 映画
- ALWAYS 三丁目の夕日
- ALWAYS 続・三丁目の夕日
- ALWAYS 三丁目の夕日'64
- おとなしい日本人
- 歌舞伎町案内人
- カンゾー先生
- GONIN2
- こんにちはぞうさん
- スーパーの女
- SPACE BATTLESHIP ヤマト
- ツナグ
- のんちゃんのり弁
- は・さ・み
- 八つ墓村
- Lie Lie Lie
- るにん
- 蕨野行

### テレビドラマ
- おしん
- 虹色定期便
- さわやか3組
- 駆落ち
- わたしが子どもだったころ
- 時々迷々
- ためしてガッテン
- CAとお呼びっ!
- セクシーボイスアンドロボ
- ハリ系
- スクラップ・ティーチャー〜教師再生〜
- ザ・クイズショウ
- ニセ医者と呼ばれて 〜沖縄・最後の医介輔〜
- 戦力外捜査官
- 女系家族
- 佐々木夫妻の仁義なき戦い
- 緋の十字架 - 江上ハツ
- 1リットルの涙
- 偽りの花園
- ヴォイス〜命なき者の声〜
- HUNTER〜その女たち、賞金稼ぎ〜
- 最後から二番目の恋
- インディゴの夜 - 中華料理店の店員
- それでも生きてゆく
- 最高の離婚
- 明日の光をつかめ2013
- 螺鈿迷宮
- はぐれ刑事純情派
- はみだし刑事情熱系
- ビーロボカブタック第43話
- 女刑事みずき〜京都洛西署物語〜
- 相棒
- 大魔神カノン
- 初恋の悪魔 第1話[5]
- 院内警察 第4話

### 舞台
- かのこ撩乱
- 利休の妻
- 楢山節考
- 桜の園
- 泥の子
- 結婚の申込み
- 洟をたらした神
- 十三夜
- 楽屋

### テレビアニメ
- 蟲師 続章（2014年、助産師）
- UniteUp! -Uni:Birth-（2025年、老婆[6]）

### 吹き替え
- 天国の樹

### VP
- 造園工事安全
- 防犯
- 研修用